# Zelów (gromada 1954)
Zelów – dawna gromada, czyli najmniejsza jednostka podziału terytorialnego Polskiej Rzeczypospolitej Ludowej w latach 1954–1972.
Gromady, z gromadzkimi radami narodowymi (GRN) jako organami władzy najniższego stopnia na wsi, funkcjonowały od reformy reorganizującej administrację wiejską przeprowadzonej jesienią 1954 do momentu ich zniesienia z dniem 1 stycznia 1973, tym samym wypierając organizację gminną w latach 1954–1972.
Gromadę Zelów z siedzibą GRN w Zelowie (wówczas wsi) utworzono – jako jedną z 8759 gromad na obszarze Polski – w powiecie łaskim w woj. łódzkim, na mocy uchwały nr 31/54 WRN w Łodzi z dnia 4 października 1954. W skład jednostki wszedł obszar dotychczasowej gromady Zelów Kolonia ze zniesionej gminy Zelów oraz wieś Herbertów, parcelacja Herbertów, osada Herbertów i osada Herbertów Nr 1 z dotychczasowej gromady Wola Bachorska ze zniesionej gminy Buczek w tymże powiecie.
13 listopada 1954, po pięciu tygodniach, gromadę Zelów zniesiono w związku z nadaniem jej statusu osiedla (robotniczego), dla którego ustalono 27 członków gromadzkiej rady narodowej (prawa miejskie Zelów otrzymał 31 stycznia 1957).
Uwaga: Gromada Zelów (o innym składzie) istniała w powiecie łaskim także w latach 1968–72.